# Futebol Feminino do Sporting Clube de Portugal
O Sporting Clube de Portugal é uma equipa portuguesa de futebol feminino sediada em Lisboa. É uma das seções do clube eclético Sporting CP e representa uma das modalidades de alto rendimento praticadas no clube.
A sua equipa profissional foi fundada em 1991, tendo entrado em inatividade em 1995 por motivos financeiros. Em 2016, a secção foi refundada e entrou em competição juntamente com os escalões de formação, criados no mesmo ano.
Em 2017/18, o clube disputou  o Campeonato Nacional, a Taça de Portugal, a Supertaça e a Liga dos Campeões, acabando por ganhar todas as competições nacionais.

## História

### 1991 a 1995
Em Outubro de 1991, José de Sousa Cintra, presidente do Sporting Clube de Portugal na altura, anunciou a criação da secção de Futebol Feminino. A apresentação da equipa foi assistida em pesa pela direção do clube, com o presidente a pedir responsabilidade e vitórias.
A ideia partira de Diamantino Batista, uma cara já conhecida no panorama ainda jovem do futebol feminino português, que, tendo já treinado várias equipas, trouxe consigo para o Sporting um grupo de jogadoras com as quais já tinha trabalhado. Porém, estas não eram em número suficiente para constituir o plantel e, por isso, foi decidido colocar um anuncio num jornal desportivo. Esta solução deu lucro e rapidamente foi formado um grupo de 23 jogadoras que se estreou no dia 24 de novembro de 1991, no Campo do Arroios, com uma derrota por 3-2 frente ao Académico de Alvalade, em jogo a contar para o Campeonato Regional.
Nessa altura, o Jornal Sporting já falava num Campeonato Nacional, apesar dessa denominação ainda não ser segura. O Campeonato acabou por ser criado, tendo sido dominado pelo Boavista Futebol Clube nesses primeiros anos, que venceu todas as competições nacionais até à época de 1994/95.
Nesses 4 anos, o Sporting Clube de Portugal classificou-se sempre para a Fase Final do Campeonato Nacional sem nunca ter conseguido destronar o Boavista FC. As melhores classificações foram obtidas nas duas primeiras épocas, nas quais o Sporting CP terminou a Fase Final no 3º lugar. Há também a registar a vitória do Torneio de Abertura que substituiu o Campeonato Regional na época 1992/93, a primeira conquista do futebol feminino do Sporting.
Em Julho de 1994, o Sporting foi pioneiro ao colocar em funcionamento as primeiras Escolas de Formação de Futebol Feminino que existiram em Portugal, numa altura em que ainda não existia competição ao nível dos escalões jovens.
Após quatro temporadas de atividade, o Jornal Sporting anunciou que a secção de Futebol Feminino tinha sido extinta a 1 de agosto de 1995, numa altura em que a nova direção, presidida por Pedro Santana Lopes, determinara o encerramento de várias modalidades.

### 2016 até ao presente
Em 2016, a Federação Portuguesa de Futebol decidiu apostar num salto qualitativo do Futebol Feminino, convidando os clubes da Primeira Liga a aderirem no sentido de valorizarem o projeto. O Sporting Clube de Portugal foi um dos quatro clubes a responder afirmativamente à chamada, juntamente com o Sporting Clube de Braga, o Belenenses e o Grupo Desportivo Estoril Praia. Ao aceitar este desafio, a direção liderada por Bruno de Carvalho apostou numa equipa para ganhar, contratando várias jogadoras internacionais e um treinador experiente, integrando o sector feminino na secção de futebol, com todas as condições de trabalho proporcionadas pela Academia Sporting, sendo este pelouro atribuído ao diretor Virgílio Lopes.
Para além disso, foram criadas equipas de Juniores e de Juvenis e aberta uma escola de formação no Polo Universitário da Ajuda.

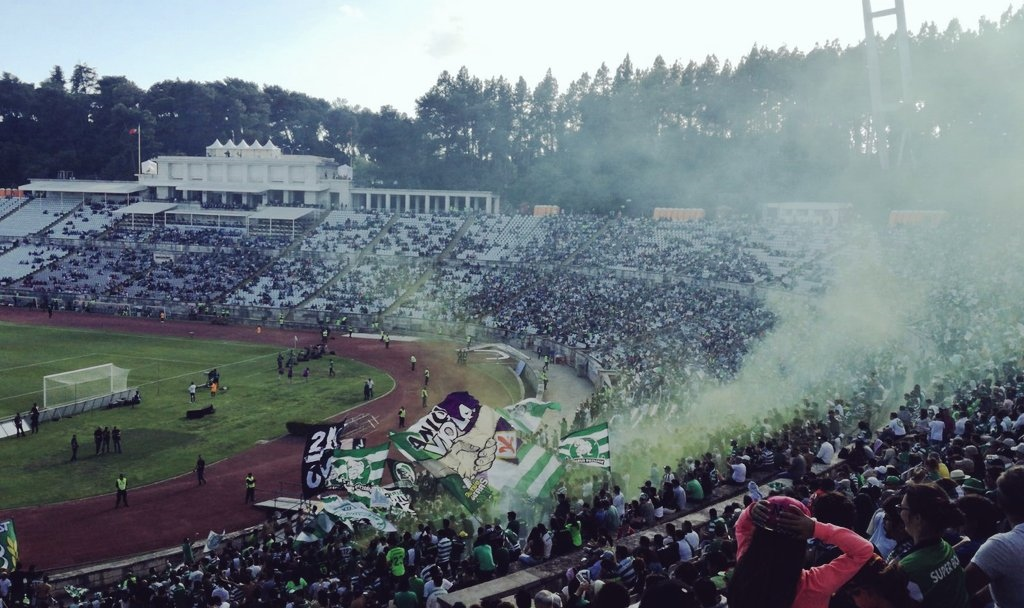
Adeptos do Sporting CP na final da Taça de Portugal Feminina ganha em 2016/17.

Em 2017, o Sporting Clube de Portugal conquistou o seu primeiro Campeonato Nacional e a sua primeira Taça de Portugal, qualificando-se para a Liga dos Campeões e conquistando a primeira dobradinha da sua história. Nessa mesma época, as equipas de formação do Sporting acabariam por conquistar a Taça Nacional e o Campeonato Nacional ou Regional em que se inseriam. Desta forma, no primeiro ano de reatividade, o futebol feminino do Sporting Clube de Portugal conquistou todos os troféus que poderia conquistar.
O Sporting acabou por ficar em segundo no seu grupo de qualificação da Liga dos Campeões, não conseguindo qualificar-se para a fase seguinte. Apesar disto, viria a conquistar a Supertaça Feminina de 2017, vencendo o SC Braga por 3–1 após prolongamento. Após mais um campeonato quase irrepreensível, o Sporting conquistou o Campeonato Nacional pela segunda vez consecutiva, sagrando-se bicampeão nacional. Acabaria por conquistar novamente a dobradinha ao bater o SC Braga na final da Taça de Portugal de 2017–18.

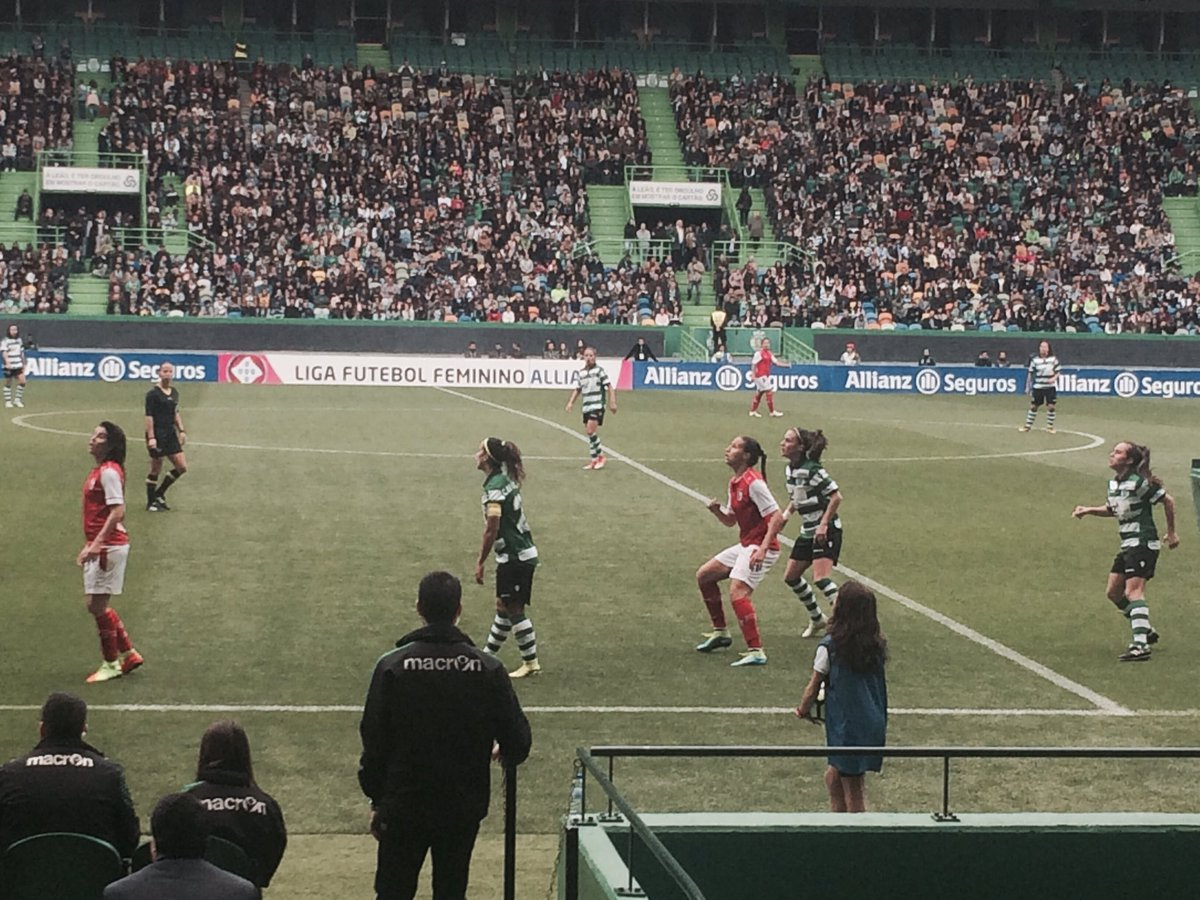
Sporting CP x SC Braga no Estádio José Alvalade.

## Equipamentos
| Equipamento Principal | Equipamento Alternativo | Terceiro Equipamento | Equipamento Stromp |

## Plantel
Atualizado de acordo com o website oficial do Sporting a 26 de março de 2023.

### Jogadoras
| Guarda-Redes | Guarda-Redes   | Guarda-Redes      |
| Nº           | Nac.           | Nome              |
| ------------ | -------------- | ----------------- |
| 1            | Estados Unidos | Hannah Seabert    |
| 35           | Estados Unidos | Catriona Sheppard |
|              | Portugal       | Catarina Potra    |

| Defesas | Defesas    | Defesas               |
| Nº      | Nac.       | Nome                  |
| ------- | ---------- | --------------------- |
| 3       | Noruega    | Andrea Norheim        |
| 5       | Canadá     | Megane Sauvé          |
| 6       | Inglaterra | Georgia Eaton-Collins |
| 8       | Portugal   | Rita Fontemanha       |
| 70      | Portugal   | Mariana Rosa          |
| 77      | Portugal   | Alícia Correia        |

| Médios | Médios   | Médios         |
| Nº     | Nac.     | Nome           |
| ------ | -------- | -------------- |
| 7      | Portugal | Joana Martins  |
|        | Portugal | Matilde Nave   |
| 11     | Espanha  | Brenda Pérez   |
| 17     | Portugal | Cláudia Neto   |
| 21     | Brasil   | Maiara Niehues |
| 39     | Portugal | Andreia Bravo  |
| 43     | Portugal | Vera Cid       |

| Avançados | Avançados      | Avançados                |
| Nº        | Nac.           | Nome                     |
| --------- | -------------- | ------------------------ |
| 9         | Portugal       | Ana Borges               |
| 10        | Estados Unidos | Brittany Raphino         |
| 18        | Portugal       | Ana Capeta               |
| 19        | Portugal       | Diana Silva              |
| 15        | Portugal       | Beatriz Fonseca          |
| 42        | Portugal       | Maísa Correia            |
| 57        | Austrália      | Jacinta Galabadaarachchi |
| 20        | Portugal       | Telma Encarnação         |

### Equipa técnica
| Nac.     | Nome              | Cargo                     |
| -------- | ----------------- | ------------------------- |
| Portugal | Mariana Cabral    | Treinadora                |
| Portugal | Beatriz Teixeira  | Treinadora adjunta        |
| Portugal | João Almeida Rosa | Treinador adjunto         |
| Portugal | Gonçalo Xavier    | Treinador de guarda-redes |
| Portugal | Nuno Ribeiro      | Preparador físico         |

## Palmarés

### Seniores
| Competições Nacionais | Competições Nacionais            | Competições Nacionais | Competições Nacionais     |
|                       | Competição                       | Venceu                | Temporadas                |
| --------------------- | -------------------------------- | --------------------- | ------------------------- |
|                       | Campeonato Nacional              | 2                     | 2016/17, 2017/18          |
|                       | Taça de Portugal                 | 3                     | 2016/17, 2017/18, 2021/22 |
|                       | Supertaça                        | 3                     | 2017, 2021, 2024          |
| Competições Regionais |                                  |                       |                           |
|                       | Competição                       | Venceu                | Temporadas                |
|                       | Torneio de Abertura da AF Lisboa | 1                     | 1992/93                   |
| Total                 |                                  |                       |                           |
|                       | Títulos                          | Venceu                | Temporadas                |
|                       | Conquistas Oficiais              | 8                     | 7 Nacionais, 1 Regional   |

### Equipas de formação
| Competições Nacionais | Competições Nacionais           | Competições Nacionais | Competições Nacionais |
|                       | Competição                      | Venceu                | Temporadas            |
| --------------------- | ------------------------------- | --------------------- | --------------------- |
|                       | Campeonato Nacional de Juniores | 2                     | 2016/17, 2017/18      |
|                       | Taça Nacional de Juniores       | 1                     | 2016/17               |
|                       | Taça Nacional de Juvenis        | 1                     | 2016/17               |
|                       | Taça Nacional de Infantis       | 1                     | 2018/19               |
| Competições Regionais |                                 |                       |                       |
|                       | Competição                      | Venceu                | Temporadas            |
|                       | Campeonato Distrital de Juvenis | 1                     | 2016/17               |